# Dobrá Niva
Dobrá Niva és un poble i municipi d'Eslovàquia que es troba a la regió de Banská Bystrica.

## Història
La primera menció escrita de la vila es remunta al 1254.

## Demografia
| Godina             | 1994 | 2004   | 2014   | 2024   |
| ------------------ | ---- | ------ | ------ | ------ |
| Nombre de persones | 1755 | 1796   | 1860   | 1822   |
| Diferència         |      | +2,33% | +3,56% | −2,04% |

| Godina             | 2023 | 2024   |
| ------------------ | ---- | ------ |
| Nombre de persones | 1852 | 1822   |
| Diferència         |      | −1,61% |